# 19 Monocerotis
Désignations
19 Monocerotis (en abrégé 19 Mon) est une étoile variable de cinquième magnitude de la constellation équatoriale de la Licorne. Elle porte également la désignation d'étoile variable de V637 Monocerotis, 19 Monocerotis étant sa désignation de Flamsteed. D'après la mesure de sa parallaxe annuelle par le satellite Gaia, l'étoile est distante d'environ ∼ 1 250 a.l. (∼ 383 pc) de la Terre. Elle s'en éloigne à une vitesse radiale héliocentrique d'environ +25 km/s.
19 Monocerotis est une étoile bleu-blanc de la séquence principale massive de type spectral B2Vn(e). C'est une variable de type Beta Cephei dont la magnitude apparente varie entre 4,96 et 5,01 selon une période de 0,19 jour. Un examen plus détaillé de sa variation montre qu'il existe trois fréquences de pulsation, consistant en 5,22994, 0,17017 et 4,88956 cycles par jour. À un moment on a pensé qu'il s'agissait également d'une étoile Be marginale, mais cela n'a pas été confirmé. L'étoile tourne rapidement sur elle-même, à une vitesse de rotation projetée de 274 km/s. Elle est estimée être 12,3 fois plus massive que le Soleil et être âgée d'environ 10 millions d'années. Elle est plus de 4 800 fois plus lumineuse que le Soleil et sa température de surface est de 25 400 K.